# Jean-Robert Pitte
Pour les articles homonymes, voir Pitte.
Jean-Robert Pitte est un géographe français né le 12 août 1949 à Paris.
Spécialiste du paysage et de la gastronomie, il est membre de l’Académie des sciences morales et politiques et président de la Société de géographie.
Ses prises de position contre ce qu'il estime être un catastrophisme d'une partie des sciences de la terre lui ont valu d'être qualifié de climatosceptique.

## Biographie

### Enfance et jeunesse
Né d'un père employé de bureau et d'une mère secrétaire, Pitte a passé ses premières années au Pré-Saint-Gervais. Scolarisé dans une école catholique, il exprime très jeune son goût pour la cuisine, mais ses parents  l'en détournent, craignant qu'il ne devienne alcoolique.

### Formation
Il étudie la géographie à la Sorbonne, et soutient une thèse de troisième cycle sur la ville de Nouakchott en Mauritanie, puis une thèse d'état sur la culture de la chataigne,.

## Enseignement et travaux universitaires
Il enseigne notamment l'histoire du paysage et de l'aménagement du territoire, la gastronomie et le vin[réf. nécessaire]. Il a enseigné dans plusieurs pays, dont le Japon.[réf. nécessaire]
Auteur d'une thèse sur l'histoire des rapports entre l'homme et le châtaignier, Jean-Robert Pitte, élève de Xavier de Planhol (1926-2016), a orienté ses recherches vers la géographie historique et culturelle, principalement vers l'étude des paysages, de la gastronomie et du vin, envisagés séparément, mais aussi dans leurs rapports mutuels.[réf. nécessaire]
Son Histoire du paysage français, publiée en 1983, retrace l'évolution du paysage français, aussi bien rural qu'urbain. Il souligne la manière dont l'activité humaine a entièrement remodelé le paysage, depuis l'urbanisme systématique de la Gaule romaine et la domestication progressive de l'espace rural jusqu'aux remembrements modernes et à la construction des grands ensembles. Il oppose une première période marquée par un rapport « sacré » avec la nature et l'organisation urbaine, jusqu'au Moyen Âge, au traitement « profane » de l'espace qui caractériserait l'époque moderne depuis la Renaissance, au risque d'aboutir à l'époque contemporaine à la mise en place d'un « paysage banal ».[réf. nécessaire]
Depuis la fin des années 1980, il travaille principalement sur la géographie de la gastronomie et du vin.[réf. nécessaire]

### Directions et présidences
Depuis 1981 il préside ou  dirige de nombreux comités et organismes liés à ses activités universitaires : université inter-âges de Paris-Sorbonne[réf. nécessaire], comité national français de géographie[réf. nécessaire], mission de la carte universitaire et des affaires régionales au ministère de l'enseignement supérieur et de la recherche, délégation  à l’information et à l’orientation (DIO) auprès du Premier ministre, chargé de coordonner la politique d'orientation tout au long de la vie[réf. nécessaire], Association pour le développement du Festival international de géographie de Saint-Dié-des-Vosges, Société de géographie.
Depuis 2012, il est membre du conseil scientifique du Figaro histoire, où il assure une chronique d'histoire de la gastronomie[source insuffisante]. Il préside depuis 2007 la Mission française du patrimoine et des cultures alimentaires qui a préparé le dossier de candidature du "Repas gastronomique des Français" sur la liste du patrimoine immatériel de l'UNESCO. L'inscription a eu lieu en 2010 et, depuis, la Mission accompagne le réseau des quatre Cités de la gastronomie (Dijon, Lyon, Paris-Rungis et Tours) qui correspondent aux engagements de la France vis-à-vis de l'UNESCO.

## Prises de position

### Réformes gouvernementales et universitaires
Il prend position à de nombreuses reprises dans le débat public, en particulier depuis le mouvement étudiant contre le CPE (Contrat première embauche) en 2006. Il avait alors pris parti contre l'occupation des universités, selon lui « illégale et scandaleuse » et considérait que les étudiants se comportaient en « enfants gâtés » qui croient que « tout leur est dû ». Ces critiques avaient inspiré l'ouvrage Jeunes on vous ment, sorti quelques semaines après la fin du mouvement. Il rappelait qu'un étudiant à la Sorbonne dispose d’un espace de 2,6 m2, alors qu’un poulet de Bresse dispose de 10 m2, et en rendait responsables « l'étatisation du système » ou « le blocage de toute réforme par les syndicats ». Ce livre a suscité des réactions très négatives de la Fédération syndicale étudiante[réf. nécessaire].
Il appuie également ses demandes de sélection sur la dénonciation d'« étudiants fantômes » qui à l'en croire « profitent du nom et de la réputation de l'établissement à son détriment », dérive contre laquelle la seule solution est selon lui l'augmentation des frais d'inscription.
Ces prises de position lui ont valu le qualificatif de « Sorbonnard incorrect ».
Il a annoncé en mars 2007 qu'il pourrait demander le statut de « grand établissement » comme l'université Paris-Dauphine ou Sciences Po si les réformes sur l'autonomie, la sélection ou les droits d'inscription ne voyaient pas rapidement le jour.
En 2006 il soutient la réforme portée par le gouvernement et mettant en place  un contrat première embauche (CPE).
En décembre 2007, sa décision d'interdire la projection d'un film consacré à l'université lui a valu de recevoir les « Ciseaux d'or » décernés par Sauvons la recherche.

### Réchauffement climatique
En 2012, l'économiste Olivier Godard cite Jean-Robert Pitte comme une figure climato-sceptique médiatique en France, parmi quelques dizaines d'autres personnalités,: « Les géographes Sylvie Brunel et Jean‐Robert Pitte (2010) veulent en découdre avec le catastrophisme et, ce faisant, mettent dans le même sac les austères rapports du GIEC, le film d’Al Gore et les proclamations des ONG. »  Il met cette approche climato-sceptique sur le compte de l'ignorance : « Quant aux géographes Brunel et Pitte, ces universitaires s’intéressent à la dimension culturelle et économique de la géographie humaine, champ important qui ne leur donne cependant pas une familiarité avec la mécanique des fluides et les phénomènes de rayonnement. »
En 2021, dans une étude sur les discours climatosceptiques, les chercheurs en science politique Renaud Hourcade et en analyse du discours Albin Wagener citent l'ouvrage de Jean-Robert Pitte et Sylvie Brunel Le ciel ne va pas nous tomber sur la tête (2010) comme exemple d'un « scepticisme sur les conséquences [qui] estime que les modèles d’impact du réchauffement climatique sont erronés et souffrent d’une tendance à l’exagération ».
Dans son ouvrage Qui sauvera la planète ? Les technocrates, les autocrates ou les démocrates ?, le politiste Nathanael Wallenhorst cite comme exemple de la faiblesse de l'ouvrage un passage de ce livre au sujet duquel il entend établir que « tout est faux ». Par exemple, lorsque Sylvie Brunel et Jean-Robert Pitte affirment que « nous créons notre propre environnement. La ville en constitue l'archétype. La moitié de l'humanité vit désormais dans un cadre profondément humanisé, "artificiel" en ce sens qu'il est le produit des sociétés humaines, et qui pourtant abrite sa propre biodiversité […] Non seulement il n'existe plus guère de milieux et de paysages qui n'aient été transformés par l'homme... mais c'est tant mieux : l'humanité est créatrice de biodiversité… », Wallenhorst rappelle que « l'humanité n'est pas créatrice de biodiversité comme l'ont montré, entre autres chercheurs, Anthony Barnosky ou Gerardo Ceballos à travers l'ensemble de leurs travaux : le nombre d'espèces et leurs aires de répartition ont diminué de façon inédite dans l'histoire de la Terre -deux effets directs des sociétés humaines. »
En 2020, dans une interview recueillie par Sociétal, la revue de l'Institut de l'Entreprise, questionné sur le rôle des hommes dans le réchauffement climatique, il répond : « Cette question mérite mieux que les certitudes assénées à longueur de journée dans les médias, mais aussi par un certain nombre de scientifiques étroitement spécialisés le plus souvent et sans aucune culture historique. Coïncidence n’est pas corrélation. Comment a-t-on pu oublier cette base de toute démarche scientifique ? Il est essentiel de poursuivre des recherches ouvertes et pragmatiques sur ce sujet,. »

### Divers
En 2012, avec dix-sept autres intellectuels, il signe une tribune dans la presse pour soutenir Nicolas Sarkozy, lors de l'élection présidentielle.
En avril 2018, il signe le « manifeste contre le nouvel antisémitisme » paru dans Le Parisien.

## Ouvrages
- 1977 : Nouakchott, Capitale de la Mauritanie, Publications du département de géographie de l'Université de Paris IV.
- 1977 : avec Charles Toupet, La Mauritanie, PUF.
- 1983 : Histoire du paysage français, 2 vol., Éditions Tallandier 5e édition, 1 vol. 2011.
- 1986 : Terres de Castanide. Hommes et paysages du Châtaignier de l'Antiquité à nos jours, Fayard.
- 1991 : Gastronomie française. Histoire et géographie d'une passion, Fayard.
- 1991 : Le Japon, Sirey.
- 1993 : Paris. Histoire d'une ville (sous la dir.), Hachette.
- 1997 : La France, Nathan. Nouvelle édition, Armand Colin, 2009.
- 2002 : Philippe Lamour, Père de l'aménagement du territoire, Fayard .
- 2004 : Le Vin et le Divin, Fayard.
- 2005 : Bordeaux-Bourgogne. Les passions rivales, Hachette.
- 2006 : Géographie culturelle, Fayard.
- 2006 : Jeunes, on vous ment ! Reconstruire l'université, Fayard  (ISBN 2213630518)
- 2007 : Stop à l'arnaque du bac : , Plaidoyer pour un bac utile, Oh! Éditions  (ISBN 2915056544)
- 2009 : Le Désir du vin à la conquête du monde, Fayard
- 2009 : À la table des dieux, Fayard.
- 2010 : Le Génie des lieux, CNRS Éditions.
- 2010 : co-direction avec Sylvie Brunel, Le ciel ne va pas nous tomber sur la tête, JC Lattès.
- 2011 : Une famille d'Europe, Fayard.
- 2013 : L'Amour du Vin, CNRS Éditions.
- 2013 : La Bouteille de vin. Histoire d'une révolution, Tallandier.
- 2015 : Dictionnaire amoureux de la Bourgogne, Plon.
- 2016 : Cent petites gorgées de vin, Tallandier.
- 2017 : Atlas gastronomique de la France, Armand Colin.
- 2017 : Les Accords mets-vins. Un art français, CNRS Éditions.
- 2019 : avec Guillaume Gomez, Roselyne Bachelot et Philippe Faure, il participe à la direction de l'ouvrage Les cuisiniers de la République française : Les meilleures recettes (Glénat).
- 2020 : La Planète catholique. Une géographie culturelle, Tallandier.
- 2021 : Dardanus, roman, Calmann-Lévy.
- 2021 : co-direction avec Perrine Michon, À quoi sert la géographie ?, PUF.
- 2021 : avec Benoist Simmat et Philippe Bercovici, L'Incroyable histoire de la géographie, 2e édition augmentée 2024. Les Arènes BD.
- 2023 : Beautés de la géographie, PUF.
- 2024 : Brillat-Savarin. Le gastronome transcendant, Tallandier.
- 2024 : Souvenirs friands, Calmann-Lévy
- 2024 : Noé. La vigne de la vie, Cerf.
- 2025 : À la table de l'Histoire et du monde, Tallandier.

## Distinctions

### Prix
- 1984 : Prix Broquette-Gonin en littérature pour Histoire du paysage français[24]
- 1984 : Prix Jean Sainteny
- 1987 : Prix Diane-Potier-Boès et Sully-Olivier de Serres pour Terres de Castanide[25]
- 2011 : Prix Paulée de Meursault
- 2021 : Prix du Guesclin pour Dardanus

### Décorations
- Commandeur de la Légion d'honneur le 11 juillet 2025[26].
- Officier de la Légion d'honneur (Il est fait chevalier le 11 juillet 2003[27], et est promu officier le 18 avril 2014)[28].
- Commandeur de l'ordre national du Mérite (Il est fait chevalier le 14 mai 1994[29], promu officier le 14 novembre 2006[30], et commandeur le 16 novembre 2018)[31].
- Commandeur de l'ordre des Palmes académiques
- Commandeur de l'ordre des Arts et des Lettres (Il est fait officier le 14 juillet 2006[32], promu commandeur en 2011. Il reçoit ses insignes du ministre de la Culture Frédéric Mitterrand, le 9 juin 2011)[33].
- Chevalier de l'ordre du Mérite agricole (31 juillet 2021)
- Étoile d'or et d'argent de l'ordre du Soleil levant (Japon, 2009)
- Grand-cordon de l'Ordre des Nuages propices (Taïwan, 2022)[34].
- Médaille de la Culture (Taïwan, 2020 dont il est l'un des premiers récipiendaires et remise par la ministre de la Culture de Taïwan, Cheng Li-chiun)[35].

### Sociétés savantes
- Membre de l'Académie des sciences morales et politiques, élu le 3 mars 2008 dans la section Histoire et géographie; Secrétaire perpétuel à partir du 1er janvier 2017[36] jusqu'au 31 décembre 2022. Vice-Président en 2024, Président en 2025.
- Membre de l’Académie des sciences d'outre-mer, élu le 20 décembre 2002[37]
- Membre de l’Academia Europaea, élu en 2002[38]
- Membre de l'Académie du vin de France (président de 2010 à 2016)
- Membre de l'Académie des sciences, arts et belles-lettres de Dijon
- Membre de l'Académie Stanislas de Nancy
- Membre de l'Académie du vin de Bordeaux
- Membre de la Société de géographie (président depuis 2009)
- Membre d'honneur de la Société de géographie de Chine (2022).

### Honneurs
En 2017, un ouvrage en son honneur a été publié : L'Univers d'un géographe, mélanges en l'honneur de Jean-Robert Pitte aux Presses de l'université Paris-Sorbonne (PUPS), sous la direction de Jean-René Trochet, Guy Chemla et Vincent Moriniaux.
Il possède plusieurs doctorats honoris causa :
- 2004 : Université de Tel Aviv en Philosophie[39]
- 2004 : Université Alexandru Ioan Cuza de Iași en Roumanie
- 2007 : Université d'État de Tbilissi en Géorgie
- 2012 : Université York de Toronto au Canada[40]